# Carmarthen Town AFC
A Carmarthen Town AFC (walesi nyelven: Clwb Pêl-droed Tref Caerfyrddin) walesi labdarúgóklub, amely az első osztályban szerepel. Székhelye Carmarthen városában található. Hazai mérkőzéseit a Richmond Parkban rendezi.

## Sikerei
- Welsh Premier League
  - Bronzérmes (1 alkalommal): 2001

- Welsh Cup
  - Győztes (1 alkalommal): 2007
  - Ezüstérmes (2 alkalommal): 1999, 2005

- Welsh League Cup
  - Győztes (2 alkalommal): 2005, 2013
  - Ezüstérmes (1 alkalommal): 2004

## Eredmények

### Európaikupa-szereplés

#### Összesítve
| Kupa           | J  | GY | D | V | LG–RG |
| -------------- | -- | -- | - | - | ----- |
| UEFA-kupa      | 6  | 1  | 0 | 5 | 8–21  |
| Intertotó-kupa | 4  | 0  | 1 | 3 | 1–11  |
| Összesítve     | 10 | 1  | 1 | 8 | 9–32  |

#### Szezonális bontásban
| Idény     | Kupa           | Forduló         | Klub           | 1. mérk. | 2. mérk. |
| --------- | -------------- | --------------- | -------------- | -------- | -------- |
| 2001      | Intertotó-kupa | 1. forduló      | AIK            | 0–0      | 0–3      |
| 2005–2006 | UEFA-kupa      | 1. selejtezőkör | Longford Town  | 0–2      | 5–1      |
| 2005–2006 | UEFA-kupa      | 2. selejtezőkör | FC København   | 0–2      | 0–2      |
| 2006      | Intertotó-kupa | 1. forduló      | Tampere United | 0–5      | 1–3      |
| 2007–2008 | UEFA-kupa      | 1. selejtezőkör | Brann          | 0–8      | 3–6      |

Megjegyzés: Az eredmények minden esetben a Carmarthen Town szemszögéből értendőek, a félkövéren jelölt mérkőzéseket pályaválasztóként játszotta.